# 茨烏卡德黑圖埃第196F號原住民保留地
茨烏卡德黑圖埃第196F號原住民保留地 (Tsʼu Kʼadhe Túe 196F)，簡稱為茨烏卡德黑圖埃196F，是一個位於加拿大亞伯達省伍德布法羅地區自治市，史密斯河岸族的加拿大原住民保留區，屬於第八號編序條約地。